# Odontomelus mahali
Odontomelus mahali är en insektsart som beskrevs av Nicholas David Jago 1995. Odontomelus mahali ingår i släktet Odontomelus och familjen gräshoppor. Inga underarter finns listade i Catalogue of Life.